# أندريه إيليك
أندريه إيليك هو لاعب كرة قدم صربي، ولد في 3 أبريل 2000 في بلغراد في صربيا.

## وصلات خارجية
- أندريه إيليك على موقع اتحاد النرويج (النرويجية)
- أندريه إيليك على موقع قاعدة بيانات كرة القدم.إي يو (الإنجليزية)
- أندريه إيليك على موقع Soccerbase.com (لاعب) (الإنجليزية)
- أندريه إيليك على موقع Soccerway.com (الإنجليزية)
- أندريه إيليك على موقع عالم كرة القدم.نت (الإنجليزية)